# Margival
Margival is een gemeente in het Franse departement Aisne (regio Hauts-de-France) en telt 325 inwoners (1999). De plaats maakt deel uit van het arrondissement Soissons.

## Geografie
De oppervlakte van Margival bedraagt 5,4 km², de bevolkingsdichtheid is 60,2 inwoners per km².
De onderstaande kaart toont de ligging van Margival met de belangrijkste infrastructuur en aangrenzende gemeenten.

## Demografie
Onderstaande figuur toont het verloop van het inwonertal (bron: INSEE-tellingen).
Vanwege een beveiligingsprobleem met de MediaWiki Graph-software is het momenteel niet mogelijk deze grafiek weer te geven. Zodra de software is bijgewerkt zal de grafiek vanzelf weer zichtbaar worden.

## Bezienswaardigheid
In de bossen bij de plaats ligt Wolfsschlucht II, een hoofdkwartier van Adolf Hitler. Met de bouw werd direct begonnen na de val van Frankrijk en het complex zou een rol spelen bij de aanval op Engeland. In 1944 heeft Hitler het bunkercomplex voor de eerste en gelijk de laatste keer bezocht.